# Fanny Létourneau
Fanny Létourneau (* 24. Juni 1979 in Québec) ist eine ehemalige kanadische Synchronschwimmerin.

## Erfolge
Fanny Létourneau gehörte bei den Weltmeisterschaften 1998 in Melbourne erstmals zur kanadischen Mannschaft, blieb bei den Wettkämpfen aber ohne Medaillengewinn. Ein Jahr darauf erzielte sie mit der kanadischen Equipe bei den Panamerikanischen Spielen in Winnipeg das beste Resultat aller Mannschaften, noch vor den Vereinigten Staaten und Mexiko. Darüber hinaus sicherte sie sich mit Claire Carver-Dias auch im Duett die Goldmedaille. Bei den Olympischen Spielen 2000 in Sydney gehörte Létourneau unter anderem zum Aufgebot Kanadas im Mannschaftswettbewerb. Zusammen mit Lyne Beaumont, Jacinthe Taillon, Erin Chan, Catherine Garceau, Claire Carver-Dias, Kirstin Normand und Reidun Tatham gelang ihr mit 97,357 Punkten das drittbeste Ergebnis des Wettkampfs, womit die Kanadierinnen hinter den Russinnen, die mit 99,146 Punkten Olympiasiegerinnen wurden, und den mit 98,860 Punkten zweitplatzierten Japanerinnen die Bronzemedaille gewannen. Im Duett erzielte Létourneau mit Claire Carver-Dias sowohl in der Qualifikation als auch im Finale das fünftbeste Resultat.
Ein Jahr nach den Spielen beendeten Létourneau und Carver-Dias die Weltmeisterschaften in Fukuoka sowohl im Duett als auch in der Mannschaftskonkurrenz auf dem dritten Platz. Die Commonwealth Games 2002 in Manchester schloss Létourneau mit Claire Carver-Dias im Duett auf Rang eins ab. Es folgten Teilnahmen am Weltcup 2002 in Lausanne und den Weltmeisterschaften 2003 in Barcelona, Létourneau erreichte in keinem der Wettkämpfe das Podest. Besser verliefen die Panamerikanischen Spielen 2003 in Santo Domingo, bei denen sie im Duett mit Courtenay Stewart und mit der Mannschaft jeweils die Silbermedaille gewann. Bei den Olympischen Spielen 2004 in Athen gehörte Létourneau erneut zum kanadischen Kader. In der Mannschaftskonkurrenz belegte sie mit Erin Chan, Jessica Chase, Jessika Dubuc, Marie-Pierre Gagné, Shayna Nackoney, Anouk Renière-Lafrenière und Courtenay Stewart den fünften Rang. Das Duett schloss sie mit Courtenay Stewart sowohl in der Qualifikation als auch im Finale auf dem sechsten Rang ab. Die Spiele waren Létourneaus letzter internationaler Wettkampf.